# Иэмото
Иэмото (яп. 家元, дословно «основа семьи») — традиционная японская система профессионального обучения в некоторых областях деятельности (боевые искусства, чайная церемония, икебана, го, сёги, танец). Система иэмото развивалась и процветала на протяжении двух с половиной веков, до середины XIX века. После реставрации Мэйдзи феодальная клановая система Японии была разрушена, и система иэмото превратилась в анахронизм. Начавшаяся прозападная модернизация привела к тому, что многие школы пришли в упадок и прекратили своё существование. Тем не менее по сей день система иэмото продолжает, хоть и в сильно модернизированном виде, существовать в некоторых традиционных отраслях японского искусства и культуры, например, в чайной церемонии и традиционном танце. Обучение ведётся в пределах школы, во главе которой стоит мастер, официально признаваемый наивысшим профессиональным и духовным авторитетом. Глава такой школы также именуется иэмото.
Система иэмото явилась синтезом традиционной для средневековья цеховой организации и конфуцианских духовных принципов. Исторически многие школы формировались на основе семейных кланов, традиционно хранящих определённые профессиональные секреты. Так, школы боевых искусств вышли из самурайских кланов, внутри которых культивировались собственные секретные техники боя определённым оружием. Со временем система школ стала традиционной не только в боевых искусствах, но и в других областях, где требуется длительное и тщательное профессиональное обучение.
Школа представляла собой клан или «семью», где профессиональное мастерство передавалось от старших к младшим, а отношения внутри школы были подобием внутрисемейных: непререкаемый авторитет главы семьи, беспрекословное подчинение младших старшим. Во главе школы стоял мастер, владеющий преподаваемым мастерством на высшем уровне, знающий все профессиональные секреты, также именовавшийся иэмото. Он обучал учеников и выдавал свидетельства, подтверждающие профессиональную квалификацию «выпускников», таким образом, своим авторитетом гарантируя умения и способности учеников. При высокой популярности преподаваемого мастерства число потенциальных учеников намного превышало возможности мастера, поэтому обучением от имени школы занимались подготовленные школой мастера, получившие от иэмото лицензию на преподавание. При этом сертификат, подтверждающий профессиональное мастерство обучавшегося, имел право выдавать только сам иэмото, что препятствовало дроблению школ. В развитой системе иэмото «лицензионные платежи» становились основной статьёй дохода главы школы.
Иэмото распределяет профессиональные имена (яп. 名取 натори) достигшим высокого мастерства ученикам.
Пост главы школы переходил по наследству. Как правило, иэмото выбирал своего наследника из числа наиболее приближённых к нему учеников, и этот ученик занимал пост главы школы, когда иэмото отходил от дел или умирал.
В семейных школах обучение начиналось с малолетства. Человек, родившийся в семье, не имел никаких альтернатив, кроме обучения семейному мастерству. В иных случаях ученик поступал в школу «извне», обычно по рекомендации одного из старших учеников, влиятельных людей, близких знакомых иэмото. Во многих школах предъявлялись особые требования к происхождению ученика. При поступлении с учеником и/или его поручителями оговаривались условия обучения, устанавливался размер платы. Ученик должен был обязаться подчиняться правилам школы. В соответствии с принципами уважения к старшим и беспрекословного подчинения им ученик, поступая в школу, тем самым признавал безусловное право иэмото и старших учеников управлять не только его обучением, но и его жизнью.